# Michael Müller (Künstler, 1570)
Michael II. Müller (Ammann) (* um 1570 in Zug; † um 1642) war ein Schweizer Glasmaler.
Müller schuf Glasgemälde für Kirchen und Klöster (z. B. Standesscheiben in der Pfarrkirche Mellingen (1629–1630) und in der Flüeli-Kapelle 1617) sowie für Privatstiftungen (überwiegend Rahmenarchitekturen mit Rollwerkkartuschen). Durch Farbgläser und Schmelzfarbentechnik erreichte er eine erhöhte Farbenfreude. „Den vorwiegend katholischen Auftraggebern entsprechend, überwiegen Heiligen- und Wappendarstellungen in den Scheiben Michael Müllers.“
Müller zählt zu den produktivsten und beliebtesten Glasmalern der Innerschweiz. Werke von ihm befinden sich in der Staatlichen Graphischen Sammlung München, im Schweizerischen Landesmuseum, in der Burg Zug und im Frauenkloster Maria Opferung in Zug. Er war zudem politisch tätig und Mitglied der Zuger Lukasbruderschaft. Er war Vater des Glasmalers Paul Müller (~1600–1643).